# Trophée mondial de rugby à XV des moins de 20 ans 2023
Ne doit pas être confondu avec Championnat du monde junior de rugby à XV 2023.
Navigation
Trophée 2019 Trophée 2024
Le Trophée mondial de rugby à XV des moins de 20 ans 2023 (ou Trophée U20 World Rugby, en anglais World Rugby U20 Trophy) est la treizième édition de la compétition internationale annuelle, organisée par le Kenya. C'est la première édition organisée depuis la pandémie de Covid-19 qui a mené à l'annulation des éditions 2020, 2021 et 2022.
L'Espagne remporte la compétition, s'imposant en finale contre l'Uruguay.

## Format
En plus du pays hôte et du relégué du championnat du monde 2019, six équipes sont qualifiées. Elles sont réparties en deux poules et disputent ensuite des finales de classement.
La compétition est organisée au Nyayo National Stadium, à Nairobi.
Le vainqueur de la compétition est qualifié pour le Championnat du monde des moins de 20 ans 2024.

## Équipes participantes
Huit nations disputent le tournoi. En plus de l'organisateur, six équipes se sont qualifiées par le biais de leur compétition continentale, tandis que l'Écosse participe automatiquement en tant que reléguée de la dernière édition du championnat du monde.
- Organisateur :  Kenya -20
- Relégué du Championnat du monde 2019 :  Écosse -20
- Afrique (es) :  Zimbabwe -20[4]
- Amérique du Nord :  États-Unis -20[5]
- Amérique du Sud (es) :  Uruguay -20[6]
- Asie (es) :  Hong Kong -20[7]
- Europe :  Espagne -20[8]
- Océanie (en) :  Samoa -20

## Arbitres
World Rugby a désigné les huit arbitres suivants pour l'ensemble de la compétition :
Cisco Lopez (États-Unis), Cauã Ricardo (Brésil), Robin Kaluzniak (Canada), Tevita Rokovereni (Fidji), Kat Roche (États-Unis), Precious Pazani (Zimbabwe), Saba Abulashvili (Géorgie) et Craig Chan (Hong Kong). Le Sénégalais Sylvain Mané y est ajouté ultérieurement.

## Phase de poules

### Poule A
| Rang | Pays           | J | V | N | D | Bo | Bd | Pm  | Pe  | Diff | Pts |
| ---- | -------------- | - | - | - | - | -- | -- | --- | --- | ---- | --- |
| 1    | Uruguay -20    | 3 | 3 | 0 | 0 | 2  | 0  | 121 | 71  | +50  | 14  |
| 2    | Écosse -20     | 3 | 2 | 0 | 1 | 3  | 0  | 130 | 83  | +47  | 11  |
| 3    | Zimbabwe -20   | 3 | 1 | 0 | 2 | 2  | 0  | 85  | 152 | -67  | 6   |
| 4    | États-Unis -20 | 3 | 0 | 0 | 3 | 1  | 2  | 81  | 111 | -30  | 3   |

### Poule B
| Rang | Pays          | J | V | N | D | Bo | Bd | Pm  | Pe  | Diff | Pts |
| ---- | ------------- | - | - | - | - | -- | -- | --- | --- | ---- | --- |
| 1    | Espagne -20   | 3 | 3 | 0 | 0 | 2  | 0  | 129 | 28  | +101 | 14  |
| 2    | Samoa -20     | 3 | 2 | 0 | 1 | 2  | 0  | 74  | 80  | -6   | 10  |
| 3    | Kenya -20     | 3 | 1 | 0 | 2 | 1  | 0  | 65  | 98  | -33  | 5   |
| 4    | Hong Kong -20 | 3 | 0 | 0 | 3 | 1  | 2  | 43  | 105 | -62  | 3   |

## Matchs de classement et finale

### 7eplace
| 30 juillet 2023 10 h 0 UTC+03:00 | États-Unis -20 | 47 - 22 (19 - 5) | Hong Kong -20                                                                                          | Arbitre : Precious Pazani |
| 30 juillet 2023 10 h 0 UTC+03:00 | Essai(s) : 7 Williams (4e), Faison (8e, 46e), McKay (36e, 65e, 76e), Crist (44e) Transformation(s) : 6 O'Kennedy (4e, 8e, 44e, 46e), Cline (65e, 76e) Carton(s) jaune(s) : 1 Duke (68e) Carton(s) rouge(s) : 1 Duke (80e+1) | Rapport          | Essai(s) : 4 Simons (13e), Mahn (74e), Warren (78e), McCann (80e+2) Transformation(s) : 1 McCann (74e) | Arbitre : Precious Pazani |
| 30 juillet 2023 10 h 0 UTC+03:00 | | Rapport          | | Arbitre : Precious Pazani |

### 5eplace
| 30 juillet 2023 14 h 0 UTC+03:00 | Zimbabwe -20 | 64 - 10 (33 - 0) | Kenya -20 | Arbitre : Sylvain Mané |
| 30 juillet 2023 14 h 0 UTC+03:00 | Essai(s) : 10 Matipano (8e, 17e), Khumalo (21e), Chinwada (28e), Nhekairo (34e), Manyarara (42e), Kanyangarara (49e), de pénalité (66e), Mandaza (72e) , Gutu (75e) Transformation(s) : 7 Nhekairo (8e, 17e, 21e, 34e, 42e, 49e), de pénalité (66e) Carton(s) rouge(s) : 1 Khumalo (59e) | Rapport          | Essai(s) : 1 Tsinalo (60e) Transformation(s) : 1 Murage (60e) Pénalité(s) : 1 Juma (54e) Carton(s) jaune(s) : 3 Oduor (25e), Olela (65e), Omolo (66e) | Arbitre : Sylvain Mané |
| 30 juillet 2023 14 h 0 UTC+03:00 | | Rapport          | | Arbitre : Sylvain Mané |

### 3eplace
| 30 juillet 2023 14 h 0 UTC+03:00 | Écosse -20 | 83 - 10 (33 - 10) | Samoa -20 | Arbitre : Robin Kaluzniak |
| 30 juillet 2023 14 h 0 UTC+03:00 | Essai(s) : 13 Job (5e, 22e, 39e), Tait (11e, 74e), Afshar (15e), Norrie (43e, 45e), Johnston (55e), Parkinson (59e), Robinson (66e), Falconer (74e), Reid (79e) Transformation(s) : 9 Afshar (11e, 15e, 22e, 39e, 43e, 45e), King (59e), McLean (74e, 79e) Carton(s) jaune(s) : 2 Parkinson (27e), Duraj (78e) | Rapport           | Essai(s) : 1 Tanumoa (18e) Transformation(s) : 1 Moleli (18e) Pénalité(s) : 1 Moleli (27e) Carton(s) jaune(s) : 1 Tanumoa (30e) | Arbitre : Robin Kaluzniak |
| 30 juillet 2023 14 h 0 UTC+03:00 | | Rapport           | | Arbitre : Robin Kaluzniak |

### Finale
| 30 juillet 2023 | Uruguay -20 | 32 - 39 (15 - 24) | Espagne -20 | Arbitre : Saba Abulashvili |
| 30 juillet 2023 | Essai(s) : 5 Deffemiinis (4e), Gonzalez (12e), Canessa (44e), Civetta (58e), Hoblog (67e) Transformation(s) : 2 Canessa (12e, 58e) Pénalité(s) : 1 Canessa (2e) | Rapport           | Essai(s) : 5 Escalera (17e, 40e), Fernandez (22e), Rocaries (55e), Blanco (75e) Transformation(s) : 4 Peart (17e, 22e, 40e, 55e) Pénalité(s) : 2 Peart (31e), Sanso (65e) Carton(s) jaune(s) : 1 Perez Merono (1re) | Arbitre : Saba Abulashvili |
| 30 juillet 2023 | | Rapport           | | Arbitre : Saba Abulashvili |

| Uruguay -20 Titulaires Juan Carlos Canessa 15 Juan González 14 Pedro Brum 13 Guillermo Juan Storace 12 Nicolás Conti 11 Icaro Amarillo 10 Joaquín Suárez 9 Manuel Rosmarino 8 Francisco Deffemiinis 7 Juan Ignacio Cambón 6 Manuel Bertolotti 5 Franco Bertini 4 Juan Pedro Lorenzo 3 Máximo Lamelas 2 Joaquin Borrazas 1 Remplaçants Francisco García 16 Felipe Pick 17 Tomas Coubrough 18 Martin Civetta 19 Maximo Lorenzo Y Losada 20 Pedro Hoblog 21 Juan Bautista Crisci 22 Dante Soto 23 |  |  |  | Espagne -20 Titulaires 15 Gabriel Rocaries 14 Noah Canepa 13 Martin Sorreluz 12 Daniel Catanzaro 11 Mario Coronado 10 Beau Finnian Peart 9 Pablo Perez 8 Manex Ariceta 7 Borja Ibanez 6 Ignacio Piñeiro 5 Antonio Ray Suarez 4 Javier Salomo Fernandez 3 Jacobo Ruiz 2 Álvaro García 1 Cristian Moreno Remplaçants 16 Diego Gonzalez 17 Rodrigo Pelaz 18 Aniol Franch 19 Jaime Beltran Borondo 20 Daniel Sacristan 21 Marcel Sirvent 22 Yago Fernandez 23 Javier Lopez De Haroa |